# 용과 같이 7: 빛과 어둠의 행방
《용과 같이 7: 빛과 어둠의 행방》(龍が如く7 光と闇の行方 류가고토쿠세븐 히카리토야미노유쿠에[*])는 세가 게임즈에서 2020년 1월 16일에 발매한 플레이스테이션 4용 게임이다.

## 개요
2019년 8월 29일에 UDX 시어터에서 진행된 ‘『龍が如く最新作』記者発表会 / “용과 같이 최신작” 기자 발표회’에서 발표된, 《龍が如く6 命の詩。 / 용과 같이.6: 생명의 시.》에 이은 시리즈의 최신작이다.
본작은 전작까지의 주인공 키류 카즈마를 대신해서 새롭게 카스가 이치반을 주인공으로 한 스토리이다. 주인공의 변경에 따라서 타이틀 로고의 서체도 카스가의 장난스럽고 건강한 이미지를 표현하기 위해서 변경되어 있다. 또, 카스가는 《ドラゴンクエスト / 드래곤 퀘스트》를 좋아하는 설정이며 작중에는 ‘ドラクエ→드라퀘’라는 대사가 등장하지만 호리이 유지 및 스퀘어 에닉스측에서 허가는 얻고 있다.
본작은 2018년 11월 21일에 스마트폰 및 PC용으로 서비스된 《龍が如く ONLINE / 용과 같이 온라인》과 병행된 스토리이며 이야기의 초반까지의 흐름은 같으며 도중에 나누어져 가지만(소위말해 평행우주) 어느쪽이나 한 쪽이 올바른 히스토리라고 할 수는 없고 어느쪽이 그 세계의 올바른 히스토리라고 파악해도 좋다고 한다. 메인이 되는 무대는 처음으로 등장하는 요코하마의 이세자키 이진쵸이지만 매번 등장하는 도쿄의 카무로쵸도 등장한다.
이번 작품에서는 어드벤처 일부분은 지금까지 바뀌지는 않으나 배틀 부분이 종래의 액션이 아닌 RPG의 커맨드식으로 변경되어 있다. 배틀 장르의 변경으로 결단하게 된 건 키류처럼 힘이나 권력을 갖지 않은 카스가가 곤란에 맞서 가기 위해서 필요한 ‘친구’의 존재를 표현하리 위해서 RPG가 좀 더 맞는 것 같다고 판단한 것이라고 한다.
메인 게스트로 배우 나카이 키이치, 츠츠미 신이치, 야스다 켄이 출연한다. 또, 본작의 발표에 앞서서 진행된 조연 여배우 오디션 합격자 발표회에서 합격한 다섯 명이 출연한다..

## 줄거리
2001년 1월 1일. 관동 최대의 극도조직 ‘동성회’의 3차 집단 ‘아라카와조(荒川組)’에 소속된 카스가 이치반은 조장 아라카와 마스미로부터 사와시로 죠가 저지른 죗값을 대신 받아달라는 부탁을 받고 사랑하는 조직원과 존경하는 아버지를 위해서 출두를 결심한다.
시간이 지나고 2019년이 된다. 카스가는 18년이나 되는 엄한 형무소 생활을 모내고 드디어 출소를 하지만 맞아주는 자는 사건의 진상을 찾아보기 위해 기다리던 형사 아다치 코이치 말고는 아무도 없었다.
혼자서 쓸쓸하게 고향인 카무로쵸로 돌아가는 카스가이지만 거기서 눈으로 본 것은 18년 동안 감옥에 있던 카스가는 알수없는 스마트폰 밎 달라진 건물들과 ‘神室町3K作戦→카무로쵸 3K 작전’이라는 경찰의 시책에 의해서 동성회는 붕괴하고 경찰과 관서 최대의 극도 조직 오미 연합에게 완전히 지배된 카무로쵸의 참혹한 상태였다.
이 상태를 만든 것이 아라카와라는 것을 알게 된 카스가는 참뜻을 직접 확인하기 위해서 아라카와가 있는 것으로 향하지만 그 곳에서 기다리고 있던 것은 재회를 기뻐하는 미소가 마닌 냉혹한 총구였다.
아라카와에게 피격되며 생사 속을 헤매이면서도 뭔가 의식을 되찾은 카스가가 깨어난 곳은 ‘밑바닥 거리’라고 불리는 요코하마의 ‘이세자키 이진쵸’에 있는 노숙자거리였다.
카스가는 곧 난바 유우라는 전 간호사인 노숙자가 자신의 총상을 낚싯대 줄로 꿰매서 살았다는걸 알게 되고 난바는 카스가에게 지금 있는곳이 이세자키 이진쵸라는 걸 알려주고, 한국 마피아 ‘거미줄‘, 중국 마피아 ’형빈 류만’, 일본 야쿠자 ‘성룡회‘라는 세 조직이 서로를 견제하고 있는 상태인 이진삼방도 알려준다.

## 시스템
ライブコマンドRPGバトル→라이브 커맨드 RPG 배틀
이전까지의 격투 액션과 RPG 커맨드 시스템이 융합된 본작 배틀의 중점이 되는 시스템이다.

## 극 중의 주요 용어
伊勢佐木異人町→이세자키 이진쵸
요코하마의 무대가 되는 거리. 규모는 카무로쵸의 3배 이상이 되며 장소마다 다른 얼굴을 가진다.
神室町3K計画→카무로쵸 3K 계획
카무로쵸에서 경찰이 오미연합과 시책한 계획. 이것에 따라서 동성회는 궤멸됐다.

## 평가
| 평가 |                                                  |
| --- | ------------------------------------------------ |
| 통합 점수 통합사 점수 메타크리틱 PC: 82/100 [ 7 ] PS4: 84/100 [ 8 ] XONE: 89/100 [ 9 ] XSXS: 83/100 [ 10 ] 평론 점수 평론사 점수 디스트럭토이드 7.5/10 [ 11 ] 패미츠 38/40 [ 12 ] 게임 인포머 9.25/10 [ 13 ] 게임스팟 9/10 [ 14 ] 게임스레이더+ [ 15 ] IGN 7/10 [ 16 ] 푸시 스퀘어 8/10 [ 17 ] |                                                  |
| 통합 점수 |                                                  |
| 통합사 | 점수                                             |
| 메타크리틱 | PC: 82/100 PS4: 84/100 XONE: 89/100 XSXS: 83/100 |
| 평론 점수 |                                                  |
| 평론사 | 점수                                             |
| 디스트럭토이드 | 7.5/10                                           |
| 패미츠 | 38/40                                            |
| 게임 인포머 | 9.25/10                                          |
| 게임스팟 | 9/10                                             |
| 게임스레이더+ | [ 15 ]                                           |
| IGN | 7/10                                             |
| 푸시 스퀘어 | 8/10                                             |

### 내용주
1. ↑  또한, 출시 시기는 “온라인”은 2018년이고 본작 “7”은 2019년으로 다르다.
2. ↑  한쪽인 “온라인”은 카무로쵸가 메인 무대가 되며 이세가키 이진쵸는 등장하지 않는다.
3. ↑  그랑프리의 카마타키 에리 외에 특별상의 미야코시 마나에, 리리카, 사와 스미레, 야나기 이로하를 포함한 다섯 명[6].

### 참조주
1. 1 2 3 4 5 6 7  “『龍が如く7』記者発表会詳細リポート。名越監督が語るコマンドRPGのこと、『ドラゴンクエスト』のこと、そして自身の心臓手術のこと” [“용과 같이 7” 기자 발표회 자세한 내용을 리포트. 나고시 감독이 말하는 커맨드 RPG, “드래곤 퀘스트”, 그리고 자신의 심잠수술] (일본어). ファミ通.com. 2019년 9월 1일. 2019년 9월 2일에 확인함.
2. 1 2 3 4 5  “「龍が如く7 光と闇の行方」発表会レポート。シリーズで培ったアクションをコマンド入力式のバトルへと昇華。仲間との絆を描く物語にも注目” [“용과 같이 7: 빛과 어둠의 행방” 발표회 리포틔 시리즈에서 가꾼 액션을 커맨드 입력식의 배틀로 승화. 친구와의 연을 그리는 이야기에도 주목] (일본어). 4Gamer.net. 2017년 8월 30일. 2019년 8월 31일에 확인함.
3. ↑  “今度の主人公はゲーム好き！『龍が如く7 光と闇の行方』考察しながら会見レポート” [이번 주인공은 게임광! “용과 같이 7: 빛과 어둠의 행방” 고찰하면서 회견 보고] (일본어). 인사이드. 2019년 8월 29일. 2019년 9월 1일에 확인함.
4. ↑  “「北斗が如く」「龍が如く ONLINE」「龍が如く 極2」が発表。豪華キャストが顔を揃えた「龍が如くスタジオ 新作発表会」をレポート” [“북두와 같이” “용과 같이 온라인” “용과 같이 극 2”를 발표. 호화 캐스트가 모두 모인 “용과 같이 스튜디오 신작 발표회”를 보고] (일본어). 4Gamer.net. 2017년 8월 28일. 2019년 8월 31일에 확인함.
5. ↑  ““新・龍が如く”の幕開けとなるスマホアプリ『龍が如く ONLINE』の実態を直撃！【電撃PS】” [“신 용과 같이”의 개막이 되는 스마트폰 어플리케이션 “용과 같이 온라인” 실태를 직격! 【전격 PS】] (일본어). 電撃オンライン. 2018년 11월 1일. 2019년 9월 2일에 확인함.
6. ↑  “個性派美女10名がそろったPS4『龍が如く 最新作』助演女優オーディション合格者発表会をリポート。グランプリ・鎌滝えりさん＆特別賞4名がゲームに登場！” [개성파 미소녀 10명이 모인 PS4 “용과 같이 최신작” 조연 여배우 오디션 합격자 발표회를 보고. 그랑프리 카마타키 에리&특별상 4명이 게임에 등장!] (일본어). ファミ通.com. 2019년 7월 11일. 2019년 8월 31일에 확인함.
7. ↑  “Yakuza: Like A Dragon for PC Reviews”. 《Metacritic》. CBS Interactive. 2020년 11월 23일에 확인함.
8. ↑  “Yakuza: Like A Dragon for PlayStation 4 Reviews”. 《Metacritic》. CBS Interactive. 2020년 11월 23일에 확인함.
9. ↑  “Yakuza: Like A Dragon for Xbox One Reviews”. 《Metacritic》. CBS Interactive. 2020년 11월 23일에 확인함.
10. ↑  “Yakuza: Like A Dragon for Xbox Series X Reviews”. 《Metacritic》. CBS Interactive. 2020년 11월 23일에 확인함.
11. ↑  Devore, Jordan (2020년 11월 8일). “Review: Yakuza: Like a Dragon”. 《Destructoid》. 2020년 11월 10일에 원본 문서에서 보존된 문서. 2020년 11월 12일에 확인함.
12. ↑  Croft, Liam (2020년 1월 7일). “First Yakuza: Like a Dragon Review Is Incredibly Positive”. 《Push Square》. 2020년 10월 28일에 원본 문서에서 보존된 문서. 2020년 11월 12일에 확인함.
13. ↑  Cork, Jeff (2020년 11월 4일). “Yakuza: Like A Dragon Review – A New Hero Takes His Turn”. 《GameInformer》. 2020년 11월 12일에 원본 문서에서 보존된 문서. 2020년 11월 12일에 확인함.
14. ↑  Higham, Michael (2020년 11월 4일). “Yakuza: Like A Dragon Review - The Power Of Friendship”. 《GameSpot》. 2020년 11월 11일에 원본 문서에서 보존된 문서. 2020년 11월 12일에 확인함.
15. ↑  Cryer, Hirun (2020년 11월 4일). “YAKUZA: LIKE A DRAGON REVIEW: "A CONFIDENT STEP IN A DIFFERENT DIRECTION"”. 《GamesRadar+》. 2020년 11월 10일에 원본 문서에서 보존된 문서. 2020년 11월 12일에 확인함.
16. ↑  Ogilvie, Tristan (2020년 11월 4일). “Yakuza: Like a Dragon Review”. 《IGN》. 2020년 11월 10일에 원본 문서에서 보존된 문서. 2020년 11월 12일에 확인함.
17. ↑  Ramsey, Robert (2020년 11월 10일). “Yakuza: Like a Dragon Review”. 《Push Square》. 2020년 11월 10일에 원본 문서에서 보존된 문서. 2020년 11월 12일에 확인함.